# Devil May Cry 4
A Devil May Cry 4 a japán Capcom által fejlesztett akció, 3D-s külső nézetes akció-kaland hack and slash videójáték, amit 2008-ban Xbox 360-ra, PlayStation 3-ra és Windows-ra adtak ki, 2011 februárjában pedig iOS-re adták ki. A történet kronológiai helyezése szerint a Devil May Cry anime és a második videójáték közé helyezhető. Ez a negyedik Devil May Cry játék.
A játék cselekménye alatt Fortunában járunk, ahol Dante mellett új karaktereket is megismerhetünk, köztük Nero-t, aki játszható karakter. A játék során ők ketten ellenségként harcolnak egymás ellen, majd barátként mentik meg egymást. A játék során egy Sanctus nevű papot és annak cinkosát, Agnus-t kell legyőzniük. A játékban új fegyverek és ellenfelek lépnek színre. Dante-nál használható a harmadik játékban használt 'stílus módok'. Visszatérő karakterek Lady (aki a harmadik játékban jelent meg) és Trish (aki az első játékban jelent meg), de kettejük közül Trish szerepel többet.
A játék eladásban és a rajongók véleményében jól teljesített 2008-ban. Az Xbox 360, PS3 és Windows platformon játszók 82%-os szavazást ítéltek (PC-n teljesített leghátul, 78%-kal). A GameSpy szavazásán az 5 csillagból 4-et ítélt a játéknak.

## Karakterek listája
Dante: Az eddigi játékok főszereplője és játszható karaktere. Ellenségként, majd barátkánt jelenik meg a játékban, ahol vagy segít Neronak, vagy el akarja tenni láb alól.
Angol hangja és Motion Capture színész: Reuben Langdon.
Nero: Egy fiatal félvér, aki még gyermekkorában árvaként került a Fortunába, ahol Kyrie-vel és Credóval együtt nőttek fel. Játszható karakter, vele kezdünk, és vele fejezzük be a játékot.
Angol hangja és Motion Capture színész: Johnny Yong Bosch.
Kyrie: Credo húga, Nero szerelme. Egy fiatal lány, aki a Fortunában született és nőtt fel. Énekesnő, a játék alatt fontos szerepe van.
Angol hangja: Stephanie Sheh, Motion Capture színész: Laura Napoli.
Credo: Kyrie bátyja, valamint Fortuna Kard Rendjének tábornoka. A játék során vívott Sanctus ellen harcban életét veszti.
Angol hangja: T.J. Rotolo, Motion Capture színész: Daniel Southworth.
Sanctus: A játékban a főellenség, akit Dante az elején meggyilkol, majd felélesztik. Agnusszal cinkostársakká válnak, hogy megszerezzék Sparda erejét. Credo az ő keze által hal meg, őt azonban Nero öli meg, hogy kiszabadítsa Kyrie-t és megmentse a várost.
Angol hangja és Motion Capture színész: Liam O’Brien.
Agnus: A játék egyik ellensége, aki rossz viszonyban van Credóval. Meg akarta szerezni Nero Devil Bringerét, de kudarcba fulladt a terve. Elrabolja Kyrie-t, hogy aztán Nerót is elkaphassa Sanctusszal. A csata során Dante öli meg.
Angol hangja: T.J. Storm, Motion Capture színész: ???.
Lady: A démonvadász lány is visszatér, de keveset szerepel. Ő értesíti Dantét, hogy Fortunába kell mennie. Az Epilógus videóban megjelenik.
Angol hangja: Kari Wahlgren. Motion Capture színész: Laura Napoli.
Trish: A démon származású démonvadász nő, aki Lady-nél többet láthatunk a játék során. Részt vesz a Fortunában kitört csatában, s segíti Dantét. Főleg az emberek védelmére siet. Az Epilógus videóban megjelenik. A történet alatt őt láthatjuk Gloria alakjában, aki Sanctus után kémkedik.
Angol hangja és Motion Capture színész: Danielle Burgio.

## Cselekmény röviden

### Nero szemszögéből
A játék elején az új karakter és hősünk, Nero az Operaházba siet, ahol Kyrie énekel. Miután a Scarewrovokat legyőzte, s odaért, Sanctus megkezdi beszédét, majd imádkoznak. Nero unja és kimenne, de követi Kyrie, az imát pedig Dante zavarja meg, aki a mennyezeti üvegen keresztül betör és megöli Sanctust. Az emberek menekülni kezdenek, Dante próbálná megállítani, de Sanctus mindenkit megöl. Kyrie Neróval menekül, amikor bátyja, Credo segítségére sietne, akit hátba akart támadni Dante, de nem sikerült. Dante talán bántani akarta Kyrie-t, de Nero sietett a segítségére, s megmentette, majd megkérte a testvérpárt, hagyják el az épületet, míg leköti Dantét, s harcolnak. A harc végül döntetlen lett, Dante pedig elmenekült. Itt mutatkozik meg Nero jobb keze, s Devil Bringer.
A játék ekkor kezdődik. Miután Credo és Kyrie az emberekkel a központba vették az irányt, Nero is elindul, bár nem velük. A város másik kijáratánál hagyja el a várost, a kikötőnél. Eljut a havas hegyekbe és a Fortuna kastélyban (a Ferrum Hills-ben Berial, a kastélyban Bael ellen harcol). Eljut az elszigetelt szobába, ahol egy alagúton, majd egy társasjátékhoz hasonló játékon jut át, majd Agnushoz jut. Legyőzi ugyan, de csapdába ejti. Ott található meg a kettétört Yamato-kard (Vergil kardja). Nero magához véve átváltozik, Agnus pedig menti magát, és elmenekül.
Ezután Nero az erdőbe jut, ahol váratlanul felbukkan Dante. Miután lerázta, folytatja útját. Az erdőben harcol Echidnával, akit legyőz. Eljut végül a központba, ahol Credo ellen harcol, s legyőzi. Készül megölni, amiért elárulta, de Kyrie is megjelenik, aki észreveszi a jobb kezét. Agnus is a helyszínre érkezik, aki elárulja a lánynak, hogy szíve választottja valójában démon. Miután Agnus elrabolja Kyrie-t, Credo, majd Nero is utána sietnek. Nero végül egy szobába jut, ahol megtalálja Kyrie-t, de Sanctus magával viszi, miutáb legyőzte Agnust. A lánynak ajándékozott nyakláncot még sikerül letépni a nyakából. Eljut a Savior-szoborhoz, ahol harcol Sanctusszal. Legyőzte, de amikor az utolsó csapást mérné rá, megállni kényszerül, mert Kyrie-t találta volna el, így csapdába esik. Sanctus magához veszi a Yamatót, majd a megérkező Credót megöli. A helyszínre érkezik Dante és Trish. Nerót végül elkapja Sanctus, s foglyul ejti őt is. Credo még a halála előtt megkéri Dantét, hogy húgát, Kyrie-t és Nerót mentse meg, majd meghal.
Miután Dante kiszabadította, ismét nála a Jamato, s megy elintézni Sanctust, s kiszabadítani Kyrie-t. A 19. küldetés ugyanolyan, mint a 6, csak Boss Ellenségeket kell legyőzni. Az utolsó pályán már Sanctust kell legyőzni, s Kyrie-vel kijutni a szoborból, majd azt legyőzni. Meghálálja Danténak a segítséget, majd miután Dante kérte, tartsa meg a Yamatót, a jobb kezébe olvasztotta. Kyrie-nek visszaadná a nyakláncot, s megcsókolná, de Scarewcrowok zavarják meg, s elintézi őket.

### Dante szemszögéből
A játék elé helyezhető az a cselekmény, amikor Lady megkéri, menjen a Fortuna-ba.
Az elejét olvasd föntebb.
Az operaház után az erdőben egy pillanatra találkozik Neroval, majd a szikla széléről leugrik.
A központban újra találkozik Nero-val, aki menne tovább, de nem engedi, így harcba folyik a helyzet. Ismét döntetlenül jönnek ki, de megbékélnek, s tovább engedi Nerot. Odaérkezik Gloria, vagyis Trish, majd együtt követik a szoborig Nerot. Elkapja a sérült és zuhanó Credot, majd beszélgetésbe merül Sanctus-szal és Neroval. Miután Nerot is elkapta, elindul a központból vissza a városba, külön Trish-től. Azon az úton halad, ahol Nero jött. Először Echidna-val harcol az erdőben, akitől a Beowulf-hoz hasonló Gilgamesh fegyvert szerezni meg, majd Beal testvérével, Dagonnal a kastély udvarán, ahol a Pandora fegyvert szerzi meg, majd Berial-tól a Lucifer fegyvert.
Visszaérve a városba legyőzi az útjába kerülő démonokat, s az operaházban legyőzi Agnus-t. Visszaszerzi a Yamatot, ketté vágja a Pokol Kapuját, amin keresztül a városba juthatnak a démonok. Megérkezik a szoborhoz, s sikerül megsebesítenie. A kardot bejuttatja Nerohoz a szobor mellkasán található kék kristályon keresztül. Szól Neronak, hogy ideje harcolnia neki is. Nero elindul Kyrie-ért, míg ő feltartoztatja a szobrot. Miután Nero legyőzte Sanctus-t, a szobor is megáll. Látja, amint a szobor homlok kristályán keresztül Nero és a karjaiban Kyrie-vel kiugrik. A szobor még él, akit el akarna intézni, de Nero veszi át. Míg Nero elintézi a szobrot, ő vigyázz Kyrie-re. Végül elbúcsúzik Nero-tól, előtte megkérve, tartsa meg a Yamatot.
Az Epilógus videóban Lady meghozza a munkájáért járó jutalmat, ami nem sok. Újságot olvas, amikor csörög az irodája telefonja, amit Trish fogad, értesítve, hogy új melót kap, s indulnak.
Ezzel vége a Devil May Cry 4 játéknak

## Helyszínek
Operaház: Ahol kezdődik és befejeződik a játék. Dante itt vívja Nero elleni első harcát, majd Neroval elindulunk és elkezdjük a játékot. Dante-val itt győzzük le Agnus-t.
Fortuna utcái: Az utcán számos ellenség és ajándék vár ránk.
Ferrum Hills: Neroval és Dante-val is itt küzdünk meg Berial, a Pokoltűz Hódítója ellen. Ha Dante-val legyőzzük, megkapjuk a Lucifer nevezetű fegyvert.
Fortuna kastély: A havas hegyekben található kastély, ahol Baellel majd Dagonnal küzdünk meg. Dante vs. Dagon harcnál Dagon legyőzésénél a Pandora fegyvert kapjuk meg.
Az elszigetelt szoba: Itt Neroval és Dante-val mehetünk. Itt találjuk az alagúthoz hasonló termet, majd azt a szobát, ahol a társasjátékhoz hasonló szoba van, majd Agnus.
Fortuna erdeje: Az erdő veszéllyel van tele (szokták mondani). Ez alól a játék se kivétel. Rengeteg veszély és szörny vár ránk. Itt találkozunk Echidnával is. Dante vs. Echidna harcnál Echidna legyőzésével kapjuk meg a Gilgamesht (ami szerintem hasonló a 3. játékban használható Beuwolf fegyverrel).
Fortuna központja: Itt Neroval harcolhatunk Credo ellen, s ahol több veszély is vár. Dante-val menekülni kell a központból, mert robbanásra vár, ami időre megy.
Bloody Palace: Ez a játék végig vétele után működik. Itt Dante-val vagy Neroval a fejlesztett technika és képesség segítségével a ránk uszító szörnyek ellen harcolhatunk.

## Nehézségi fokozatok
A játék kezdetén Human és Devil Hunter módon kezdünk, s mindig újat kapunk, ha egyet végigjátszottunk.
- Human (Ember)

A játék alapértelmezett nehézségi szintje. Az ellenség ilyenkor aligha könnyen sebezhető. Ha BOSS ellenséggel szembe kerülünk, több kárt okoznak.
- Devil Hunter (Démon vagy Ördögvadász, bár az előbbi jobban passzol)

A játék másik alapértelmezett nehézségi szintje. Ilyenkor Normal nehézségnek számít.
- Son Of Sparda (Sparda fia)

A nehézségi módok Nehéz mód megfelelője. Ha a Devil Hunter módot végig visszük, akkor érhető el. Az ellenségnek több egészségi pontja van, több ellenség jön. Ilyenkor kevesebb kárt tudunk adni, de többet kapunk.
- Dante Must Die (Dante-nak meg kell halni)

Ha ezt a módot végig visszük, elérhető lesz a Son of Sparda mód. Erősebbek lesznek az ellenfelek, a Boss Ellenség több kárt képes okozni. Alkalmas a Devil Triggert használni.
- Heaven or Hell (Menny vagy Pokol)

Ha a Son of Sparda mód végig van véve, akkor érhető el. Talán ezt módható az egyik olyan könnyű módnak, amiben ha a játékost vagy az ellenséget egyetlen lövés, vágás éri, azonnal meghal. Ha a játékos meghal 3-4 alkalommal használhat Arany Gömböt, ami feltámasztja.
- Hell and Hell (Poklok-pokla)

A Dante Must Die mód végig vételekor érhető el. Hasonló az előző módhoz, de csak háromszor alkalmazható az Arany Gömb használata. Míg mi egy támadástól meghalunk, az ellenfél nem.
- Legendary Dark Knight (Legendás Sötét Lovag)

A legeslegnehezebbnek mondható mód. Ez a mód csak a PC verzión érhető el. Hasonló a Son of Sparda módhoz, de itt már több száz ellenfél támad ránk egyszerre.

## Játékmenet
A játékmenet hasonló az előző sorozatokhoz. Mint a többi játék, itt is küldetésekből áll a játék. A Teljesítmény itt is osztályozva lesz egy küldetés végén, mint a többiben (D=Deadly (Halálos), C=Carnage (Vérontás), B=Brutal (Brutális), A=Atomic (Atom), de itt is található további osztályzás (S=Smokin, SS=Smokin' Style, SSS=Smokin' Sick Style). Ezeket úgy érhetjük el, ha harc során minden megtanult technikát alkalmazunk, s növeljük, ami miatt jobb osztályzatot érhetünk el a végén, mivel a játék a harcra fekteti leginkább a hangsúlyt. A játékosnak el kell kerülnie az ellenség támadását.
A Devil Trigger használata most is szükséges, ami lehetővé teszi a gyors mozgást, a regenerálódást, valamint hogy könnyen sebezhessük meg ellenfelünket. Ha elfogy a Devil Triggert jelző jel (ami az életcsík alatt látható), Devil Start használjunk.

## Fejlesztés, alkotás
2006. szeptember 6-án jelentette be a japán Famicu videójáték-magazin, hogy a Devil May Cry 4-ben az eddigi főhős, Dante nem lesz játszható karakter, s hogy nem szerepel benne, hanem az új karakter, Nero veszi át a helyét. Ezt később megváltoztatták a rajongók kérésére.
Icuno Hideaki a Famicuban tett interjújában elárulta, hogy fejlesztenek a korábbi játékokhoz képes. Eleinte lehetetlennek látták Nero Devil Bringer megalkotását a konzol irányítása miatt, de végül megalkották.
Kobajasi Hirojuki kijelentette a Game Informer interjújában, hogy a játék Xbox 360-ra és PlayStation 3-ra fog megjelenni. A PC-s változat kiadása késett.

## Fogadtatás
Japánban és az USA-ban egyformán jól fogyott a játék. Cudzsimoto Haruhiro, a Capcom elnöke 2008. február 20-án bejelentette, hogy a játékot 2 millió példányban kelt el az első hónapban. 2008. március 31-én Xbox 360-ra és PS3-ra 2,3 millió példányban kelt el. A Famuci értesülése szerint Japánban a PC verzió 304.652 példányban kelt el.
A Metacritic értékelése szerint 84%-ot ítélt a játéknak. Az ausztrál Xbox World szerint 100-ból 90-et adott, mondván, hogy a játéknak annyi hibája van, hogy ismétlődnek a pályák, zavaróak a kameranézetek.
PlayStation 3 Magazine 100-ból 80-at ítélt a játéknak. A játék nehézségeiről számolt be. A GameTrailers 10-ből 8,6-os szavazatot adott, dicsérve a hanghatást és a szentimentális párbeszédet. Az IGN 10-ből 8,7-es szavazatot adott.